# 게리 앤서니 윌리엄스
게리 앤서니 윌리엄스(영어: Gary Anthony Williams, 1966년 3월 14일 ~ )는 미국의 배우, 성우, 코미디언이다. 게임 스타크래프트 2(2010)의 호러스 워필드 역, 영화 《닌자터틀: 어둠의 히어로》(2016)의 비밥 역 성우로 알려져 있다.

## 출연 작품
- 루스에게 생긴 일 (2017)
- 닌자터틀 : 어둠의 히어로 (2016)
- 머핀 탑: 어 러브 스토리 (2014)
- 인턴십 (2013)
- 더 팩토리 (2011)
- 매드 (2010)
- 더 구드 패밀리 (2009)
- 특수요원 오소 (2008)
- 배트맨 - 브레이브 앤 더 볼드 (2008)
- 키프 유어 디스턴스 (2005)
- 블루 콜러 TV (2004)
- 지미니 글릭 인 라 라 우드 (2004)
- 소울 플레인 (2004)
- 해롤드와 쿠마 (2004)
- 르노 911! (2003)
- 언더커버 브라더 (2002)
- 말콤네 좀 말려줘 (2000)
- 엔드 오브 데이즈 (1999)
- 라이드 (1998)
- 퍼스트 타임 펄런 (1997)
- 미드나잇 가든 (1997)